# Roscoe Tanner
Roscoe Tanner född 15 oktober 1951 i Chattanooga, Tennessee,  USA. Vänsterhänt professionell tennisspelare. 

## Tenniskarriären
Roscoe Tanner blev professionell tennisspelare 1968 och spelade till och med säsongen 1985. Perioden 1974-81 vann han 16 singeltitlar på WCT-touren. Han vann en GrandSlam (GS)-turnering i singel och spelade ytterligare en final. Han rankades som bäst på 4:e plats (1979). Han vann också 13 dubbeltitlar. Han vann i prispengar 1,696,198 US dollar. 
Tanners karriär inföll samtidigt som Björn Borg, Jimmy Connors, John McEnroe och Guillermo Vilas stod på topp. Han mötte dessa spelare vid 51 tillfällen och vann vid 14. År 1979 besegrade han Björn Borg i kvartsfinalen i US Open (6-2, 4-6, 6-2, 7-6). Tidigare i turneringen besegrade han också Ivan Lendl. Mot Guillermo Vilas har Tanner plusstatistik vid deras inbördes möten (4-3 i matcher).
Roscoe Tanner nådde 1977 finalen i GS-turneringen Australiska öppna där han besegrade Guillermo Vilas (6-3, 6-3, 6-3). Han vann därmed sin första och enda GS-titel. År 1979 nådde han finalen i Wimbledonmästerskapen. Han mötte där Björn Borg i en dramatisk, mycket jämn final. Tanner pressade Borg under 5 set, innan han slutligen förlorade (7-6, 1-6, 6-3, 3-6, 4-6). Borg tog därmed sin fjärde raka Wimbledontitel. 
Sina 16 singeltitlar vann Tanner efter finalsegrar över bland andra Arthur Ashe, Stan Smith och Wojtek Fibak.
Säsongerna 1975-77 och 1981 spelade Tanner i det amerikanska Davis Cup-laget. Han spelade totalt 13 matcher av vilka han vann 9. Han deltog i det segrande laget 1981 mot Argentina. USA vann med 3-1 i matcher, men Tanner lyckades inte vinna någon av sina matcher i finalen.  

## Spelaren och personen
Roscoe Tanner är som tennisspelare särskilt uppmärksammad för sin extremt hårda serve, den uppmättes till hela 225 km/timmen (cirka 140 miles/timmen) vid ett tillfälle. Han spelade under 1970-talet med en av de då moderna tennisracketarna av metall. När han spelade på topp hade han en djup forehanddrive som han ofta följde upp till nät där han avgjorde med sin effektiva volley. Han var också känd för sin "dräpande" smash.
Efter avslutad tenniskarriär har Tanner begått en rad ekonomiska brott och avtjänar från januari 2006 ett tvåårigt fängelsestraff utdömt på grund av checkbedrägeri. Han är tidigare dömd för uteblivet underhåll till barn i tidigare äktenskap.
Roscoe Tanner är numera gift för tredje gången. Han har utgivit en självbiografi "Double Fault: My Rise And Fall, And My Road Back". 

## GrandSlam-finaler (2)

### Titlar (1)
| År   | Mästerskap                  | Finalmotståndare | Setsiffror    |
| 1977 | Australiska öppna (Januari) | Guillermo Vilas  | 6-3, 6-3, 6-3 |

### Finalförluster (Runner-ups) (1)
| År   | Mästerskap | Finalmotståndare | Setsiffror              |
| 1979 | Wimbledon  | Björn Borg       | 7-6, 1-6, 6-3, 3-6, 4-6 |

## Singeltitlar (16)
- 1974 Christchurch; Denver (WCT)
- 1975 Chicago; Las Vegas;
- 1976 Cincinnati; Columbus; San Francisco; Tokyo Utomhus
- 1977 Australiska öppna (Januari); Melbourne
- 1978 New Orleans; Palm Springs
- 1979 Rancho Mirage; Washington Inomhus
- 1980 Manchester
- 1981 Philadelphia